# آبشار واپاما
آبشار واپاما (به انگلیسی: Wapama Falls) آبشاری است که در پارک ملی یوسیمیتی، شهرستان توآلومی، ایالات متحده آمریکا واقع شده و ارتفاع کلی ریزشگاه آن ۱٬۰۸۰ فوت (۳۳۰ متر) است.